# Condado de Cherokee (Carolina do Norte)
O Condado de Cherokee é um dos 100 condados do Estado americano da Carolina do Norte. A sede do condado é Murphy, e sua maior cidade é Murphy. O condado possui uma área de 1 209 km² (dos quais 30 km² estão cobertos por água), uma população de 24 298 habitantes, e uma densidade populacional de 21 hab/km² (segundo o censo nacional de 2000). O condado foi fundado em 1839.